# Марчињаго
Марчињаго (итал. Marcignago) је насеље у Италији у округу Павија, региону Ломбардија.
Према процени из 2011. у насељу је живело 1895 становника. Насеље се налази на надморској висини од 89 м.

## Становништво
Према резултатима пописа становништва 2011. у општини је живело 2.440 становника.
| 1936. | 1951. | 1961. | 1971. | 1981. | 1991. | 2001. | 2011. |
| ----- | ----- | ----- | ----- | ----- | ----- | ----- | ----- |
| 1.828 | 1.895 | 1.755 | 1.543 | 1.548 | 1.468 | 1.923 | 2.440 |